# Барон Мортимер

Герб баронов Мортимер

Барон Мортимер (англ. Baron Mortimer) — английский дворянский титул, изначально принадлежавший роду Мортимеров, существовавший в XIII — XV веках.

## История
История создания титула неразрывно связана с англо-нормандским родом Мортимеров, название которого происходит от нормандского замка Мортемер. Ральф де Мортимер принимал участие в нормандском завоевании Англии, после чего получил от Вильгельма I Завоевателя обширные владения в западноанглийских графствах, прежде всего в Херефордшире и Шропшире, ставшими основой для будущего могущества рода. После мятежа трёх графов в 1075 году Ральф получил часть конфискованных земель Роджера Фиц-Вильяма, графа Херефорда, в том числе и замок Вигмор на валлийской границе. Этот замок в дальнейшем стал главной резиденцией Мортимеров и центром их экспансии в направлении Уэльса.
Его потомки расширили свои владения. Роджер III де Мортимер участвовал в завоевании Уэльса королём Эдуардом I. В июне 1258 года английский Парламент назвал его 1-м бароном Мортимером из Вигмора. Его старший сын Эдмунд продолжил ветвь Мортимеров из Вигмора. Из неё наиболее известен сын Эдмунда — Роджер (V) Мортимер, 3-й барон Мортимер из Вигмора, фактический правитель Англии после свержения короля Эдуарда II, получивший титул 1-го графа Марча. Он был казнён в 1330 году, его владения и титулы были конфискованы, но в 1354 году возвращены его внуку Роджеру (VI) Мортимеру.
Эдмунд Мортимер, 5-й барон Мортимер из Вигмора и 3-й граф Марч, женился на Филиппе — дочери и наследнице Лайонела, герцога Кларенса (одного из сыновей короля Эдуарда III). Следствием этого брака стало не только получением Эдмундом богатого наследства жены (включая титул графа Ольстера), но и претензии их потомков на английский престол.
Род Мортимеров угас в 1425 году, однако их владения и титулы были унаследованы по женской линии герцогом Ричардом Йоркским. После того как в 1461 году его сын Эдуард Йоркский стал королём под именем Эдуарда IV, титул исчез.
Также существовало ещё несколько креаций титула барона Мортимер для представителей младших линий рода Мортимеров:
- Бароны Мортимер из Чирка. Создан 6 февраля 1299 года для Роджера Мортимера, одного из сыновей Роджера III де Мортимера, 1-го барона Мортимера из Вигмора. Титул исчез со смертью Джона Мортимера, 3-го барона Мортимера из Чирка.
- Барон Мортимер (1296). Титул создан для Симона де Мортимера 26 августа 1296 года. Больше о титуле ничего не известно.
- Барон Мортимер (1299). Титул создан для Гуго де Мортимера 6 февраля 1299 года. Гуго происходил из младшей ветви рода — Мортимеров из замка Ричарда, — берущей начало от одного из младших сыновей Роджера II де Мортимера — Роберта. Сыновей он не оставил, титул исчез со смертью Гуго в 1304 году.
- Барон Мортимер (1331). Титул создан для Эдмунда Мортимера, старшего сына Роджера Мортимера, 1-го графа Марч, владения которого были конфискованы. Титул исчез с его смертью, для его же сына был восстановлен титул барона Мортимера из Вигмора.

## Список баронов Мортимер

### Феодальные бароны Вигмора
- ранее 1086 — после 1105: Ральф I де Мортимер (ум. после 11115/1118), феодальный барон Вигмора ранее 1086
- после 1105 — ок. 1185: Гуго де Мортимер (ум. ок. 1185), феодальный барон Вигмора после 11115/1118, сын предыдущего
- ок. 1185 — 1214: Роджер II де Мортимер (ум. до 19 августа 1214), феодальный барон Вигмора с ок. 1185, сын предыдущего
- 1214—1227: Гуго (III) де Мортимер[нем.] (ум. 10 ноября 1227), феодальный барон Вигмора с 1214, сын предыдущего
- 1227—1246: Ральф II де Мортимер (ум. 6 августа 1246), феодальный барон Вигмора с 1227, брат предыдущего
- 1246—1258: Роджер III де Мортимер (ок. 1232 — ок. 30 октября 1282), феодальный барон Вигмора с 1246, 1-й барон Мортимер из Вигмора с 1258, сын предыдущего

### Бароны Мортимер из Вигмора
- 1258—1282: Роджер III де Мортимер (ок. 1232 — ок. 30 октября 1282), барон Вигмора с 1246, 1-й барон Мортимер из Вигмора с 1258
- 1282—1304: Эдмунд Мортимер (1251 — 17 июля 1304), 2-й барон Мортимер из Вигмора с 1282, сын предыдущего
- 1304—1330: Роджер Мортимер (25 апреля 1287 — 29 ноября 1330), 3-й барон Вигмор с 1304, 1-й граф Марч с 1328, сын предыдущего
- 1354—1360: Роджер Мортимер (11 ноября 1328 — 26 февраля 1360), 4-й барон Мортимер из Вигмора с 1348, 2-й граф Марч с 1354, 3-й барон Женевиль с 1356, внук предыдущего
- 1360—1381: Эдмунд Мортимер (1 февраля 1352 — 27 декабря 1381), 3-й граф Марч, 5-й барон Мортимер из Вигмора и 4-й барон Женевиль с 1360, граф Ольстер и лорд Клер с 1368 (оба титула по праву жены), маршал Англии с 1369, наместник Ирландии с 1379, сын предыдущего
- 1381—1398: Роджер Мортимер (11 апреля 1374 — 20 июля 1398), 4-й граф Марч, 6-й граф Ольстер, 6-й барон Мортимер из Вигмора, 5-й барон Женевиль, лорд Клер с 1381, сын предыдущего
- 1398—1425: Эдмунд Мортимер (6 ноября 1391 — 18 января 1425), 5-й граф Марч, 7-й граф Ольстер, 7-й барон Мортимер из Вигмора, 6-й барон Женевиль, лорд Клер с 1398, сын предыдущего
- 1432—1460: Ричард Йоркский (21 сентября 1411 — 30 декабря 1460), 3-й герцог Йоркский с 1415, 6-й граф Марч, 8-й граф Ольстер, 8-й барон Мортимер из Вигмора с 1425, 2-й граф Кембридж с 1426, племянник предыдущего
- 1460—1461: Эдуард Йоркский (28 апреля 1442 — 10 апреля 1483), 7-й граф Марч с 1445, 3-й герцог Йоркский, 9-й граф Ольстер, 3-й граф Кембридж и 9-й барон Мортимер из Вигмора в 1460—1461, король Англии (как Эдуард IV) в 1461—1470 и 1471—1483, сын предыдущего

### Бароны Мортимер из Чирка
- 1299—1326: Роджер Мортимер (ок. 1256 — 3 августа 1326), 1-й барон Мортимер из Чирка с 1299
- 1326—1334: Роджер Мортимер (ум. 1334), де-юре 2-й барон Мортимер из Чирка с 1326
- 1334— после 1359: Джон Мортимер (ум. после 1359), де-юре 3-й барон Мортимер из Чирка с 1334

### Бароны Мортимер (1296)
- 1296: Симон де Мортимер (ум. после 1296), 1-й барон Мортимер с 1296

### Бароны Мортимер (1299)
- 1299—1304: Гуго де Мортимер (ум. 20 июля 1304), 1-й барон Мортимер с 1299

### Бароны Мортимер (1331)
- 1299—1304: Эдмунд Мортимер (ок. 1310 — 16 декабря 1331), 1-й барон Мортимер с 1331, старший сын Роджера Мортимера, 1-го графа Марч